# The Sham Mirrors
The Sham Mirrors è il terzo album della band avantgarde metal norvegese Arcturus. È stato pubblicato il 9 aprile 2002.
The Sham Mirrors si distacca dai precedenti album del gruppo. Presenta un sound più moderno, in opposizione a quello ispirato dalle melodie classiche de La Masquerade Infernale, e contiene elementi di trip hop, musica ambient e elettronica in aggiunta al sound heavy e black metal della band. Nei testi, il gruppo parla di argomenti astratti, contrariamente agli argomenti satanici dei precedenti album.

## Tracce
1. Kinetic (G., Johnsen, Rex) – 5:25
2. Nightmare Heaven (G., Johnsen, Rex) – 6:05
3. Ad Absurdum (G., Johnsen, Rex) – 6:48
4. Collapse Generation (H., Hellhammer, Johnsen) – 4:13
5. Star-Crossed (G., Johnsen, Rex) – 5:01
6. Radical Cut (H., Hellhammer, Johnsen) – 5:08
7. For to End Yet Again (G., Johnsen, Rex) – 10:33

## Formazione

### Gruppo
- Trickster G. Rex - voce
- Steinar Sverd Johnsen - tastiere
- Hellhammer - batteria
- Knut M. Valle - chitarra
- Dag F. Gravem - basso

### Altri musicisti
- Ihsahn - voce nella traccia "Radical Cut"
- Mathias Eick - corno di Ubu nelle tracce 3, 4 e 6
- Hugh Steven James Mingay - bassa frequenza nella traccia "Radical Cut"